# Curia Hostilia

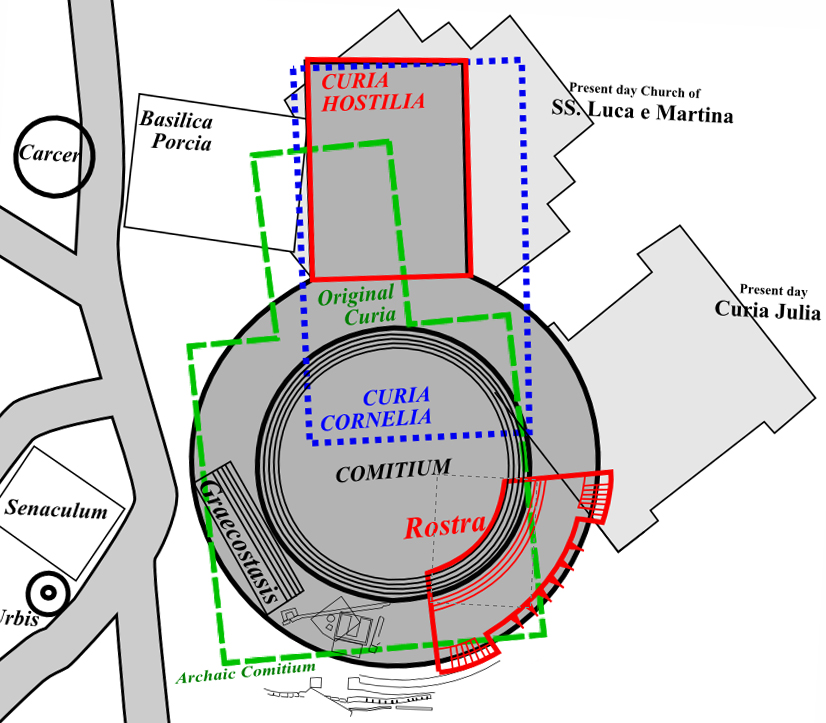
Curia Hostilia en rojo con diagrama del Comicio republicano.

La Curia Hostilia (en latín, Curia Hostilia) fue uno de los edificios que albergó las reuniones del Senado romano durante la República Romana. Según la tradición, fue edificada bajo el reinado del tercer rey de Roma, Tulio Hostilio en el Foro Romano, después de la destrucción de Alba Longa y la entrada en el senado de las grandes familias de Alba.

## Ubicación
La antigua curia o Curia Hostilia está situada en el antiguo Foro romano, en la zona del Comitium, espacio donde se reunía a principios de la República el pueblo romano reunido en comicios tribunicios o en comicios centuriados. 
Un detalle en el que están de acuerdo la mayor parte de las fuentes es que la Curia Hostilia se encontraba en el lado norte del comitium. Se cree que el conjunto circular de escaleras del Comitium, que también se usaba como asiento de los ciudadanos que escuchaban a los oradores en los Rostra, llevaba a la entrada de la Curia. En relación con la ubicación de la Curia, dice Stambaugh, "[L]a Curia Hostilia fue construida sobre el terreno alto de manera que dominara todo el espacio del Foro Romano". Dado su destacado lugar en el Foro, parece que la Curia Hostilia era un símbolo de la fuerza de la República Romana.

## Función
En la Roma antigua, la palabra «curia», tuvo varios sentidos. En la época republicana, pudo designar el edificio donde se reunía el Senado romano y también una de las subdivisiones cívicas de Roma y de las ciudades de derecho latino.
Siempre hubo un lugar de reunión para el pueblo de Roma a lo largo de la mayor parte de la historia de Roma. En el caso de la Curia Hostilia, allí se reunieron primero los asesores del Rey (durante la Monarquía) y luego los senadores, durante la República, época en la que el Senado era el mayor poder legislativo a pesar de la progresiva pérdida del poder senatorial desde tiempos de Tiberio Sempronio Graco y Cayo Sempronio Graco.

## Historia
Se cree que comenzó como un templo cuando las tribus enfrentadas depusieron las armas durante el reinado de Rómulo (r. c. 771–717 a. C.). A principios de la monarquía, el templo se usó por los senadores que actuaban como consejeros del rey. Se cree que Tulio Hostilio (r. 673–641 a. C.) reemplazó la estructura original después de que el fuego destruyera el templo convertido. Pudo haber tenido significado histórico como la ubicación de un "mundus" y altar etrusco. Pudo haber un pequeño santuario dedicado al dios Vulcano del período más temprano, un altar de piedra con una estela de mármol inscrita con una dedicatoria de un rey latino. Una columna honoraria estuvo también entre los artículos apretadamente colocados. Este lugar estaba separado del resto del comitium con una valla de cemento de altura baja para mantener a los peatones alejados de él. El Lapis Niger, una serie de losas de mármol negro, fue colocado sobre el altar (conocido como el Volcanal) donde fueron encontrados una serie de monumentos enfrente de los Rostra. 
Se sabe relativamente poco de la Curia Hostilia originaria. Un rasgo de la Curia que se menciona en casi todas las fuentes es la "Tabula Valeria," una pintura al fresco en el exterior del muro occidental de la Curia. Representaba la victoria conseguida en Imera por Manio Valerio Máximo sobre Hierón II y los cartagineses en el año 263 a. C. Plinio dice que la pintura era la primera de ese tipo en Roma.
Uno de los acontecimientos más importantes que sucedieron en el interior de esta Cámara fue la muerte de Saturnino que se refugió en su interior durante la duración del Senatus consultum ultimum de Mario.
Esta curia fue ampliada en el año 80 a. C. por Lucio Cornelio Sila durante su renovación del comitium para acoger a una asamblea que alcanzaba los 600 senadores. Se trata de la Curia Cornelia, ubicada en casi el mismo espacio. 
El edificio ardió en el año 53 a. C., cuando partidarios del asesinado Publio Clodio Pulcro lo usaron como pira para quemar su cuerpo, con lo que ardió hasta sus cimientos. La Curia de Pompeyo reemplazó en los años siguientes a la curia antigua destruida como lugar de reunión de los senadores. 
La Curia Cornelia fue a su vez reemplazada por la Curia Julia comenzada por Julio César. César trasladó la curia desde su emplazamiento primigenio a su actual ubicación, dentro de su gran proyecto que pretendía reorganizar la zona del Comitium y la construcción de un nuevo foro que se alzara sobre las ruinas de la Curia Hostilia. Hizo edificar en las proximidades un nuevo edificio para acoger las reuniones del Senado, la Curia Julia, una estructura más imponente, que en la forma de restauraciones sucesivas ha sobrevivido hasta hoy. La Curia Hostilia, por su parte, se encuentra hoy bajo la iglesia de los santos Lucas y Martina.
Las obras del Foro de César se interrumpieron a la muerte del dictador. Por decreto senatorial pasó a llamarse Curia Iulia, concluyéndose su construcción (a la que se dotó de un pórtico llamado chalcidicum) en el 29 a. C. por el emperador Augusto. 
De nuevo fue destruida por las llamas en el año 64 d.  C. durante el gran incendio de Roma, y fue renovada bajo Domiciano en el 94. Sufrió un nuevo incendio en 283, por lo que tuvo que ser reedificada por Diocleciano, siendo inaugurada en el año 303. 
Es este el edificio que, en esencia, se puede contemplar en la actualidad. Sin embargo, la curia experimentó modificaciones posteriores. Honorio I la transformó en iglesia cristiana en el año 630 bajo la advocación de San Adrián, aunque entre 1930 y 1936 se despojó al edificio de sus añadidos cristianos para devolver a la curia el aspecto que aproximadamente pudo tener en época de su reconstrucción por Diocleciano.

## Descripción
La arquitectura de Curia Hostilia había cambiado una serie de veces, pero mantuvo su forma original incluso después de un número de modificaciones. 
El templo etrusco original fue probablemente usado como lugar de reunión de las tribus separadas de las siete colinas. Pudo haber tenido sólo dos columnas y un pórtico abierto. Se cree que el templo fue convertido levantando una pared de ladrillos en el pórtico del frente creando una antecámara. Pudo haber una terraza creada sobre este espacio con una apertura para la vista del público pero se sabe poco sobre cómo era este añadido. Se cree que el exterior pudo haber parecido exactamente igual que la Curia Julia pues las líneas clásicas de la estructura coinciden con las líneas del templo etrusco.
El edificio (27 x 18 m de planta y 21 de altura, según proporciones basadas en Vitrubio), está construido con gran austeridad. De planta rectangular, su estructura se apoya en cuatro contrafuertes situados en las aristas. La fachada posee una puerta y tres ventanas que proporcionan luz al aula. La cubierta fue de vigas planas. Sí son de época de Diocleciano los restos de pavimentación de mármol y el ornamento de los muros, provistos de hornacinas entre columnillas sustentadas en modillones y rematadas en tímpano.
A los dos lados largos de la sala se situaron gradas con los escaños del senado romano; en el lado corto se situó el podium del presidente y, a su lado, una Victoria esculpida, aportada por Octaviano.